# Godewind Immobilien
Die Godewind Immobilien AG war ein Frankfurter Immobilienunternehmen. Das Unternehmen besaß ein reines Büroimmobilien-Portfolio, das Gebäude in Frankfurt, Düsseldorf, Hamburg und München umfasste. Im Februar 2020 wurde bekannt, dass der französische Immobilienkonzern Covivio eine Übernahme von Godewind Immobilien für rund 700 Millionen Euro anstrebt. Im März 2020 gab die Deutsche Börse bekannt, dass die Godewind-Anteile in den SDAX aufgenommen werden würden, wo sie zum 15. Mai 2020 wieder ausschieden.
Der Immobilienwert des Unternehmensportfolios betrug zum Geschäftsjahresabschluss 2018 301 Millionen Euro. Im Jahr 2019 übernahm Godewind das City Gate-Hochhaus in Frankfurt am Main für 85 Millionen Euro.